# Пеницилл розово-пурпуровый
Пеници́лл (пеници́ллий) ро́зово-пурпу́ровый (лат. Penicíllium roseopurpúreum) — вид несовершенных грибов (телеоморфная стадия неизвестна), относящийся к роду Пеницилл (Penicillium).

## Описание
Колонии на агаре Чапека с дрожжевым экстрактом (CYA) ограниченно-растущие, на 7-е сутки не более 0,7—1,5 см в диаметре, без спороношения или со слабым спороношением в светло-серо-зелёных тонах, бархатистые, с белым или желтоватым мицелием, часто с неправильным краем. Иногда имеются капельки тёмно-красно-коричневого экссудата. Реверс красно-коричневый или оранжево-коричневый. В среду выделяется оранжевый водорастворимый пигмент. На агаре с дрожжевым экстрактом и сахарозой (YES) спороношение различной интенсивности, мицелий белый или желтоватый, реверс колоний жёлтый, в центре иногда до красно-коричневого, иногда выделяется жёлто-коричневый пигмент.
Конидиеносцы у молодых культур одноярусные, затем появляются несколько разветвлённые и симметричные двухъярусные, ножка 50—150 мкм длиной. Метулы веточковидные, расходящиеся, часто сильно вздутые на верхушке до почти булавовидных. Фиалиды фляговидные, 6—8 × 2—3 мкм. Конидии шаровидные или почти шаровидные, гладкие или едва шероховатые, 1,8—2,5 мкм в диаметре.
При 30 °C рост отсутствует.

### Отличия от близких видов
Определяется по одноярусным и двухъярусным с расходящимися веточковидными метулами кисточкам, ограниченному росту на всех средах, красноватому реверсу на CYA. Часто выделяет красно-коричневый пигмент. Наиболее близкий вид — Penicillium sanguifluum, способный расти при 30 °C, отличающийся менее ограниченно-растущими колониями 1,5—2,5 см в диаметре на 7-е сутки на CYA.

## Экология
Широко распространённый гриб, выделяемый из почвы и из воздуха.

## Таксономия
Penicillium roseopurpureum Dierckx, Ann. Soc. Sci. Bruxelles 25 (1): 86 Архивная копия от 16 сентября 2018 на Wayback Machine (1901).

### Синонимы
- Citromyces cesiae Bainier & Sartory, 1913
- Penicillium carminoviolaceum Dierckx, 1901
- Penicillium cesiae (Bainier & Sartory) Biourge, 1923